# ファビオ・フェリーネ
ファビオ・フェリーネ（Fabio Felline、1990年3月29日 - ）は、イタリア、トリノ出身の自転車競技（ロードレース）選手。「フェッリーネ」とも表記される。

## 経歴
2010年、フットオン・セルベット・フジにてプロキャリアスタート。
2012年、アンドローニジョカットリ・ベネズエラへ移籍。
2015年、トレック・ファクトリーレーシングへ移籍。
2016年、ブエルタ・ア・エスパーニャ第19ステージではステージ3位に入ることでアレハンドロ・バルベルデからポイントジャージを奪い、最終日ではバルベルデのアタックを逃がさず、ポイント賞を守り抜いた

。
2020年、アスタナ・プロチームへ移籍。

## 主な戦績

### 2010年
- シルキュイ・ド・ロレーヌ　総合優勝、区間優勝(第2,3ステージ)

### 2011年
- ブリクシア・ツアー　区間優勝(第2ステージ)

### 2012年
- ジロ・デッラッペンニーノ　優勝
- メモリアル・マルコ・パンターニ　優勝
- グラン・プレミオ・ブルーノ・ベゲッリ　2位

### 2013年
- セッティマーナ・インテルナツィオナーレ・ディ・コッピ ・エ・バルタリ　区間優勝(第1ステージ)
- ツール・ド・スロベニア　総合3位、区間優勝(第2ステージ)

### 2015年
- クラシック・スュド・アルデシュ　3位
- ドローム・クラシック　2位
- クリテリウム・アンテルナシオナル　2位
- バスク一周　区間優勝(第2ステージ)
- グランプリ・ド・フルミー　優勝

### 2016年
- ツール・ド・ポローニュ　総合2位
- ブエルタ・ア・エスパーニャ　ポイント賞

### 2017年
- トロフェオ・ライグエーリア　優勝
- ツール・ド・ロマンディ　区間優勝（第1ステージ）

### 2020年
- メモリアル・マルコ・パンターニ　優勝